# 11246 Orvillewright
11246 Orvillewright (4250 T-3) là một tiểu hành tinh vành đai chính.